# Amédée Masasi
Amédée Masasi Obenza, né le 11 septembre 1991 en RD Congo, est un footballeur congolais évoluant au poste de défenseur central à l'AS Vita Club de Kinshasa. Il est sélectionné pour la première fois en équipe nationale pour participer à la CAN au Cameroun. Avec la RDC, il atteint les quarts de finale, où ils sont éliminés par le pays hôte (Cameroun). Ses buts inscrits dans les arrêts de jeu lui valent le surnom de « Zombo le soir ». En 2021, il devient champion de RDC de football avec l'AS Vita Club. En 2022, il signe au TP Mazembe.

## Biographie

### En club
Il arrive au club de l'AS Vita Club le 1er juillet 2020, au cours de la saison 2020-2021. Il joue son premier match avec l'AS Vita Club à la Ligue des champions de la CAF le 22 décembre 2020 contre la formation de Young Buffaloes.

### En équipe nationale
Il joue son premier match en équipe nationale le 12 janvier 2021, en amical contre la Tanzanie (1-1).
Par la suite, lors du Championnat d'Afrique des nations de football 2020 organisé au Cameroun, il participe aux quatre matchs joués par les Léopards et inscrit deux buts dont celui contre la Libye et le Niger.
Au vu de ses performances réalisées lors du dernier Championnat d'Afrique des nations de football 2020, il sera convoqué en équipe senior de la RD Congo par le sélectioneur national Christian N'Sengi pour les matchs contre le Gabon et la Gambie pour le compte des éliminatoires de la Coupe d'Afrique des nations de football 2021.